# Imbolc
Imbolc hay Imbolg (phát âm tiếng Ireland: [ə ˈmˠɔlˠəɡ]; tên gọi khác: Ngày Thánh Brigit) là một lễ hội truyền thống của người Gael. Theo dân gian, lễ Imbolc đánh dấu ngày đầu tiên của mùa xuân, mà đối với cộng đồng Kitô hữu thì ngày lễ này còn là ngày kính bà thánh Brigit, quan thầy nước Ireland. Lễ Imbolc được tổ chức hằng năm vào ngày 1 tháng 2, cách đều hai dịp đông chí và xuân phân. Lễ Imbolc là một trong bốn ngày lễ được tổ chức theo mùa theo thói tục người Gael bên cạnh các lễ Bealtaine, Lugnasadh và Samhain.
Lễ Imbolc được nhắc đến sớm nhất trong một số ngữ liệu văn học Ireland thời kỳ đầu; bên cạnh đó, một số bằng chứng còn cho thấy rằng lễ Imbolc là một ngày quan trọng vào thời cổ đại. Dân gian cho rằng, Imbolc ban đầu là một ngày lễ Pagan giáo có liên quan đến mùa cừu đẻ và nữ thần Brigit. Một số sử gia nhận định rằng vị thánh mang tên Brigit cùng với ngày lễ mừng kính bà là một sản phẩm của quá trình Kitô giáo hóa dựa trên các ngày lễ và biểu tượng dân gian. Thông lệ tổ chức Ngày Thánh Brigit được ghi chép cách chi tiết sớm nhất là vào thời kỳ cận đại. Trong vài thế kỷ trở lại đây, các truyền thống trong ngày lễ Imbolc gồm có: đan chữ thập thánh Brigit bằng những cây rơm hoặc cỏ bấc đèn rồi treo trước cửa nhà và cửa sổ để ngăn ngừa hỏa hoạn, bệnh tật và ác quỷ; làm búp bê hình thánh Brigit (Brídeóg) rồi giao cho các em gái cầm (đôi khi có cả các em trai wrenboy) và đi tuần hành quanh thôn xóm. Người ta tin rằng bà thánh Brigit sẽ đến thăm nhà mình vào đêm trước lễ Imbolc, và để được bà thánh ấy chúc lành thì phải làm một cái gường, cùng bày biện đồ ăn thức uống rồi để riêng cho bà và đặt quần áo ở bên ngoài nhà mình để bà thánh chúc lành. Cũng trong ngày này, người dân thường đi viếng giếng thánh và cùng nhau thưởng thức một bữa cơm đặc biệt. Tương truyền, ngày lễ Imbolc có mối liên hệ với các câu ngạn ngữ về thời tiết.
Mặc dù phần lớn các tục lệ cổ truyền của ngày lễ Imbolc đã bị mai một vào thế kỷ 20, nhưng ngày lễ này vẫn được một số Kitô hữu coi như một ngày lễ tôn giáo và một số người ngoài Kitô giáo coi như một ngày lễ văn hóa truyền thống. Các phong tục của ngày lễ Imbolc đến nay đã được hồi phục ở một số nơi. Kể từ cuối thế kỷ 20, đại bộ phận các tín hữu theo Pagan giáo Celt hiện đại và tôn giáo Wicca coi ngày Imbolc là một ngày lễ tôn giáo. Từ năm 2023 trở đi, "Ngày Imbolc/Ngày Thánh Brigit" chính thức được Cộng hòa Ireland công nhận là ngày lễ được nghỉ hằng năm.